# Nočnoj patrul'
Nočnoj patrul' (Ночной патруль) è un film del 1957 diretto da Vladimir Leonidovič Suchobokov.